# Strange People
Pour plus de détails, voir Fiche technique et Distribution.
Strange People est un film américain réalisé par Richard Thorpe, sorti en 1933.

## Synopsis
Les douze jurés qui ont condamné un homme à la prison pour meurtre un an auparavant sont convoqués dans une maison isolée par l'avocat de la défense qui veut leur prouver qu'on peut se tromper en accusant quelqu'un sur des présomptions...

## Fiche technique
- Titre original : Strange People
- Réalisation : Richard Thorpe
- Scénario : Jack Townley (en)
- Direction artistique : Edward C. Jewell
- Photographie : M.A. Anderson
- Montage : Vera Wood
- Production : George R. Batcheller
- Société de production : Chesterfield Motion Pictures Corporation
- Société de distribution : Chesterfield Motion Pictures Corporation
- Pays d'origine :  États-Unis
- Langue originale : anglais
- Format : noir et blanc — 35 mm — 1,37:1 — son Mono
- Genre : Film policier
- Durée : 64 minutes
- Date de sortie :
  - États-Unis : 15 janvier 1933

## Distribution
- John Darrow : Jimmy Allen, le vendeur de voitures
- Gloria Shea : Helen Mason, la secrétaire
- Hale Hamilton : J.E. Burton, l'avocat
- Wilfred Lucas : John Davis
- J. Frank Glendon : Robert Crandall, le maître d'hôtel
- Michael Visaroff : Edwards, le concierge
- Jack Pennick : le plombier
- Jerry Mandy : Tony Scabolotto, le coiffeur
- Lew Kelly : Smith, l'agent d'assurances
- Jane Keckley : Mme Reed, la couturière
- Mary Foy : Mme Jones, la gouvernante
- Frank LaRue : Kelly
- Stanley Blystone : Al Burke
- Walter Brennan : le réparateur radio